# 노은동
노은동(老隱洞)은 대전광역시 유성구에 있는 법정동 및 행정동이다.
법정동 노은동, 지족동, 반석동, 갑동, 외삼동, 수남동, 안산동과 하기동, 죽동 일부를 3개의 행정동으로 분할하여 관할한다. 법정동 노은동은 노은1동에서 관할한다.
국도 제1호선과 호남고속도로지선 유성 나들목, 서산영덕고속도로 유성 분기점이 연결되어 있는 교통의 중심지이며, 1997년 이후 대전 북서부의 신도시로 개발되고 있다. 노은택지개발지구에는 8만여 명의 인구가 거주하는 아파트 단지와 고급주택, 고급빌라 등 신흥 주거단지와 상업시설이 들어서고 있다. 대덕연구개발특구로 지정되어 있다.

## 노은1동
노은1동(老隱一洞)은 충청남도 공주시와 경계를 이루고 국도 제1호선과 유성 나들목이 위치한 교통의 중심지이다. 대전월드컵경기장과 노은농수산물시장 등이 위치해 있다. 법정동으로는 노은동, 갑동과 지족동 동남부 지역, 죽동 서부 일부지역이 노은1동에 속한다. 대전 도시철도 1호선 노은역, 월드컵경기장역이 있다. 국립대전현충원이 위치한다.

## 노은2동
노은2동(老隱二洞)은 세종특별자치시와 인접하고, 우산봉과 금병산이 있으며, 반석천이 흐른다. 법정동으로 외삼동, 안산동, 수남동과 지족동 동부 지역, 하기동 서부, 죽동 서북부, 반석동 동부 일부지역이 노은2동에 속한다. 대전유성경찰서와 북대전세무서가 위치하고 있고, 롯데마트 노은점이 있으며 대덕연구개발특구로 지정되어 있다. 대전 도시철도 1호선 지족역이 연결되고, 남세종 나들목과 인접한 교통의 요지이다.

## 노은3동
노은3동(老隱三洞)은 노은3지구 개발이 성숙단계에 접어 들어 노은2동의 인구가 5만명을 넘어서게 되어 노은3지구/4지구와 노은2지구의 일부를 분할하여 신설되었다. 노은5지구가 추가로 개발 예정이다. 지족산과 매봉산으로 둘러 싸여 있으며, 반석천이 흐른다. 법정동으로 지족동, 반석동 서부 지역이 노은3동에 속한다. 신설된 노은3동 주민센터에는 중부권 최초로 어린이 영어작은도서관을 만들어 교육 기능을 강화했다. 어린이 영어작은도서관은 234m2 면적에 장서 5100여 권을 보유하고 있다. 대전 도시철도 1호선 반석역이 연결되어 있다. 반석역에서 오송역까지 BRT 노선이 운행되며, 정부세종청사까지 15분만에 이동할 수 있다.

## 법정동

### 노은1동
- 노은동(老隱洞)
- 지족동(智足洞)
- 갑동(甲洞)
- 죽동(竹洞)

### 노은2동
- 지족동(智足洞)
- 하기동(下基洞)
- 죽동(竹洞)
- 외삼동(外三洞)
- 안산동(案山洞)
- 수남동(水南洞)
- 반석동(盤石洞)

### 노은3동
- 지족동(智足洞)
- 반석동(盤石洞)

## 역사
- 백제 : 노사지현(奴斯只縣)
- 신라 : 비풍군(比豐郡) 유성현(儒城縣)
- 고려 : 공주부(公主府) 유성현(儒城縣)
- 조선 : 충청도 공주목 유성현(儒城縣)
- 1895년 : 회덕군(懷德郡) 현내면(縣內面)
- 1914년 : 충청남도 대전군 유성면 노은리
- 1935년 : 충청남도 대덕군 유성면 노은리
- 1973년 : 충청남도 대덕군 유성읍 노은리
- 1983년 : 충청남도 대전시 중구 노은동
- 1988년 : 충청남도 대전시 서구 노은동
- 1989년 : 대전직할시 유성구 노은동
- 1995년 : 대전광역시 유성구 노은동
- 1998년 10월 26일 : 탄동과 온천2동을 온천2동으로 통폐합
- 2002년 FIFA 월드컵 개최
- 2003년 2월 1일 온천2동을 분동하여 노은동 신설
- 2007년 1월 5일 노은동을 노은1동, 노은2동으로 분동
- 2015년 7월 20일 노은2동을 노은2동, 노은3동으로 분동[2]

## 교육 기관
- 대전노은초등학교 (노은동)
- 대전반석초등학교 (반석동)
- 대전수정초등학교 (노은동)
- 대전상지초등학교 (지족동)
- 대전새미래초등학교 (지족동)
- 대전송림초등학교 (하기동)
- 대전지족초등학교 (지족동)
- 대전하기초등학교 (하기동)
- 외삼초등학교 (반석동)
- 대전노은중학교 (노은동)
- 대전새미래중학교 (지족동)
- 대전외삼중학교 (반석동)
- 대전지족중학교 (지족동)
- 대전하기중학교 (하기동)
- 대전노은고등학교 (노은동)
- 대전반석고등학교 (지족동)
- 대전지족고등학교 (지족동)
- 침례신학대학교 (하기동)

## 주요 기관

### 관공서
- 노은1동 행정복지센터
- 노은2동 행정복지센터
- 노은3동 행정복지센터

### 경찰서
- 대전유성경찰서

### 세무서
- 북대전세무서

### 의료 기관
- 유성선병원

### 유통 시설
- 노은농수산물시장
- 롯데마트 노은점

### 방송국
- 대전극동방송

### 주요 기관
- 대전월드컵경기장
- 국립대전현충원
- 대전선사박물관
- 위성항법중앙사무소
- 근로복지공단 유성지사
- 축산물위해요소중점관리기준원 중부지원

### 연구 기관
- 한화 중앙연구소
- 삼성탈레스 대전연구소
- 한국항공우주산업 연구센터

### 금융기관
- KB국민은행 콜센터

## 주거

### 아파트
| 단지명                        | 건설사                      | 시행사                              | 주소                      | 주소   | 입주        | 비고     |
| ----------------------------- | --------------------------- | ----------------------------------- | ------------------------- | ------ | ----------- | -------- |
| 열매마을 1단지 삼부           | 삼부토건                    | 삼부토건                            | 유성구 노은서로 222       | 지족동 | 2001년 10월 |          |
| 반석마을 6단지 삼부르네상스   | 삼부토건                    | 삼부토건                            | 유성구 반석서로 98        | 반석동 | 2005년 4월  |          |
| 반석마을 7단지 삼부르네상스   | 삼부토건                    | 삼부토건                            | 유성구 반석서로 109       | 반석동 | 2004년 11월 |          |
| 열매마을 2단지 한라           | 한라건설㈜                  | 한라건설㈜                          | 유성구 노은동로 233       | 지족동 | 2001년 12월 |          |
| 열매마을 3단지 대우           | 대우건설                    | 대우건설                            | 유성구 노은동로 219       | 지족동 | 2000년 11월 |          |
| 열매마을 5단지 운암           | 운암건설㈜                  | 운암건설㈜                          | 유성구 은구비로 31        | 지족동 | 2001년 6월  |          |
| 열매마을 4단지 현대계룡       | 계룡건설산업㈜ 현대산업개발 | 계룡건설산업㈜ 현대산업개발         | 유성구 노은서로210번길 32 | 지족동 | 2001년 12월 |          |
| 열매마을 6단지 현대           | 현대산업개발                | 현대산업개발                        | 유성구 노은동로 187       | 지족동 | 2000년 12월 |          |
| 열매마을 7단지 현대           | 현대산업개발                | 현대산업개발                        | 유성구 은구비남로 55      | 지족동 | 2000년 12월 |          |
| 열매마을 10단지 상록          | 현대산업개발                | 공무원연금공단                      | 유성구 노은동로 111       | 노은동 | 2005년 12월 |          |
| 열매마을 8단지 새미래         | 계룡건설산업                | 계룡건설산업㈜                      | 유성구 은구비남로 34      | 노은동 | 2001년 5월  |          |
| 열매마을 11단지 리슈빌        | 계룡건설산업                | 계룡건설산업㈜                      | 유성구 왕가봉로 23        | 노은동 | 2003년 9월  |          |
| 반석마을 2단지 리슈빌         | 계룡건설산업                | 계룡건설산업㈜                      | 유성구 지족로 343         | 지족동 | 2005년 11월 |          |
| 노은3지구 리슈빌              | 계룡건설산업                | ㈜KB부동산신탁 ㈜에스더블유산업개발 | 유성구 지족동로 124       | 지족동 | 2015년 5월  |          |
| 송림마을 5단지 e그리운        | 계룡건설산업                | 대한도시개발㈜                      | 유성구 노은로 416         | 하기동 | 2006년 7월  |          |
| 송림마을 6단지 풍요로운       | 계룡건설산업                | 금실건설㈜                          | 유성구 노은로426번길 15   | 하기동 | 2006년 6월  |          |
| 노은3지구 영무예다음 에코타운 | ㈜영무토건                  | ㈜영무건설                          | 유성구 지족로 92          | 지족동 | 2017년 4월  |          |
| 열매마을 9단지 금성백조예미지 | ㈜금성백조주택              | ㈜금성백조주택                      | 유성구 은구비남로 56      | 지족동 | 2002년 8월  |          |
| 반석마을 5단지 예미지         | ㈜금성백조주택              | ㈜금성백조주택                      | 유성구 반석동로 33        | 반석동 | 2005년 8월  |          |
| 반석마을 1단지 호반리젠시빌   | 호반건설산업㈜              | 호반건설산업㈜                      | 유성구 지족로 317         | 지족동 | 2005년 2월  |          |
| 반석마을 3단지 호반베르디움   | 호반건설산업㈜              | 호반건설산업㈜                      | 유성구 지족로 362         | 지족동 | 2006년 2월  |          |
| 송림마을 1단지 호반리젠시빌   | 호반건설산업㈜              | 호반건설산업㈜                      | 유성구 송림로 13          | 하기동 | 2005년 2월  |          |
| 다함께 행복한 송림마을 2단지  | 우미건설                    | 우미건설                            | 유성구 송림로 20          | 하기동 | 2004년 9월  |          |
| 송림마을 3단지 우미이노스빌   | 우미건설                    | 우미건설                            | 유성구 노은로 353         | 하기동 | 2005년 6월  |          |
| 송림마을 4단지 주공           | 계룡건설산업㈜              | 대한주택공사                        | 유성구 노은로 358         | 하기동 | 2005년 5월  | 국민임대 |
| 반석마을 4단지 주공           | 호반건설산업㈜              | 대한주택공사                        | 유성구 반석로 46          | 반석동 | 2004년 10월 | 국민임대 |
| 반석마을 8단지 주공           | 고속도로관리공단㈜          | 대한주택공사                        | 유성구 반석동로 82        | 반석동 | 2005년 11월 | 국민임대 |
| 노은 LH 4단지                 | 한라건설㈜                  | 한국토지주택공사                    | 유성구 지족로148번길 40   | 지족동 | 2012년 6월  | 국민임대 |
| 노은 LH 1단지                 | 화성산업                    | 한국토지주택공사                    | 유성구 지족로190번길 15   | 지족동 | 2015년 9월  | 국민임대 |
| 노은 새미래숲 2단지           | 화성산업                    | 한국토지주택공사                    | 유성구 지족로190번길 16   | 지족동 | 2015년 8월  |          |
| 노은 에코힐 7단지             | 화성산업                    | 한국토지주택공사                    | 유성구 지족로190번길 39   | 지족동 | 2015년 1월  |          |
| 노은네이처뷰 LH 3단지         | 화성산업 ㈜태한종합건설     | 한국토지주택공사                    | 유성구 지족로148번길 22   | 지족동 | 2015년 6월  |          |
| 노은 해랑숲마을 5단지         | 경남기업                    | 한국토지주택공사                    | 유성구 지족로 240         | 지족동 | 2014년 6월  |          |
| 노은 해랑숲마을 6단지         | 계룡건설산업㈜              | 한국토지주택공사                    | 유성구 지족동로 123       |        | 2014년 6월  |          |

## 교통

### 도로
- 호남고속도로지선
- 서산영덕고속도로
- 북유성대로
- 월드컵대로
- 한밭대로
- 현충원로
- 노은로
- 노은동로
- 노은서로
- 은구비로
- 은구비남로
- 송림로
- 지족로
- 반석로
- 반석동로
- 반석서로
- 외삼로
- 안금로

### 지하철
- 대전 도시철도 1호선 월드컵경기장역, 노은역, 지족역, 반석역

## 인접 지역
- 신성동
- 온천동
- 대덕연구개발특구
- 세종특별자치시
- 충청남도 공주시
- 계룡산 국립공원